# Chris Roberts
Pour les articles homonymes, voir Chris Roberts (homonymie) et Roberts.
Chris Roberts, de son vrai nom Christopher Roberts, né le 27 mai 1968 à Redwood City (Californie), est un réalisateur, producteur de cinéma et développeur de jeux vidéo américain.

## Biographie
Chris Roberts quitte Origin Systems en 1996 et fonde Digital Anvil avec Marten Gerald Davies, Tony Zurovec, Eric Peterson, John Miles et son frère, Erin Roberts.
En 2011, Chris Roberts fonde Cloud Imperium Games avec Ortwin Freyermuth, le studio qui développe le jeu Star Citizen.

## Filmographie
- 1999 : Wing Commander (réalisateur)
- 2005 : Lord of War (producteur)
- 2008 : Outlander (producteur)

## Ludographie
- 1988 : Times of Lore
- 1990 : Wing Commander
- 1991 : Wing Commander II
- 1992 : Strike Commander
- 1993 : Wing Commander: Privateer
- 1994 : Wing Commander III
- 1995 : Wing Commander IV
- 2000 : Starlancer
- 2003 : Freelancer
- 2012 : Annonce du développement de Star Citizen et de sa campagne solo Squadron 42.